# Gott grüß die Kunst
Gott grüß die Kunst: Buchdrucker, Schriftsetzer, Maschinensetzer, Lithografen, Grafiker und andere „Jünger der Schwarzen Kunst“ grüßten und grüßen sich bis in die Gegenwart sowohl mündlich als auch schriftlich mit dem Buchdruckergruß „Gott grüß die Kunst.“ Die Antwort darauf lautet: „Gott grüße sie.“, wobei sich das „sie“ auf die Kunst bezieht. 

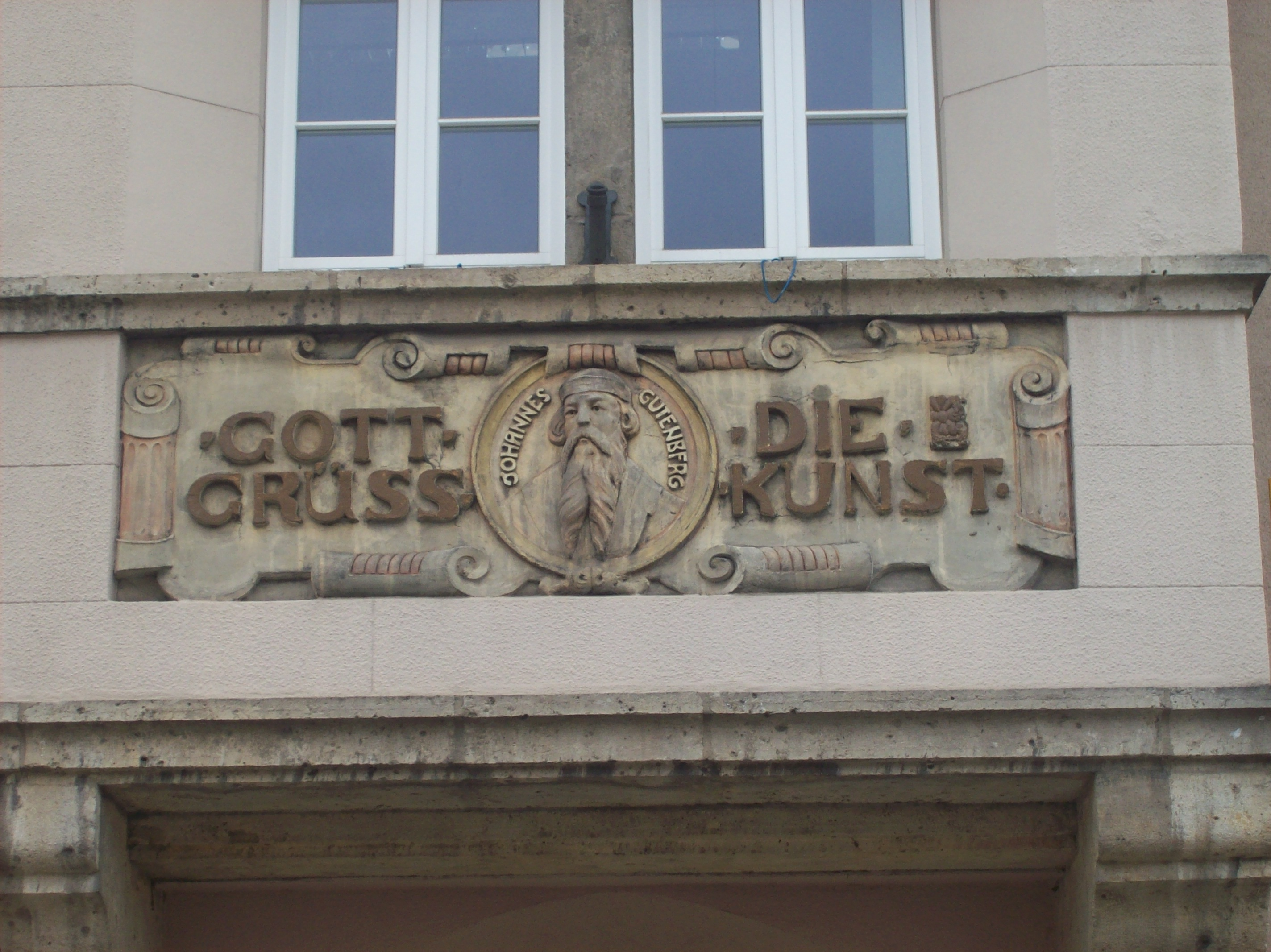
Druckergruß in Neumarkt in der Oberpfalz

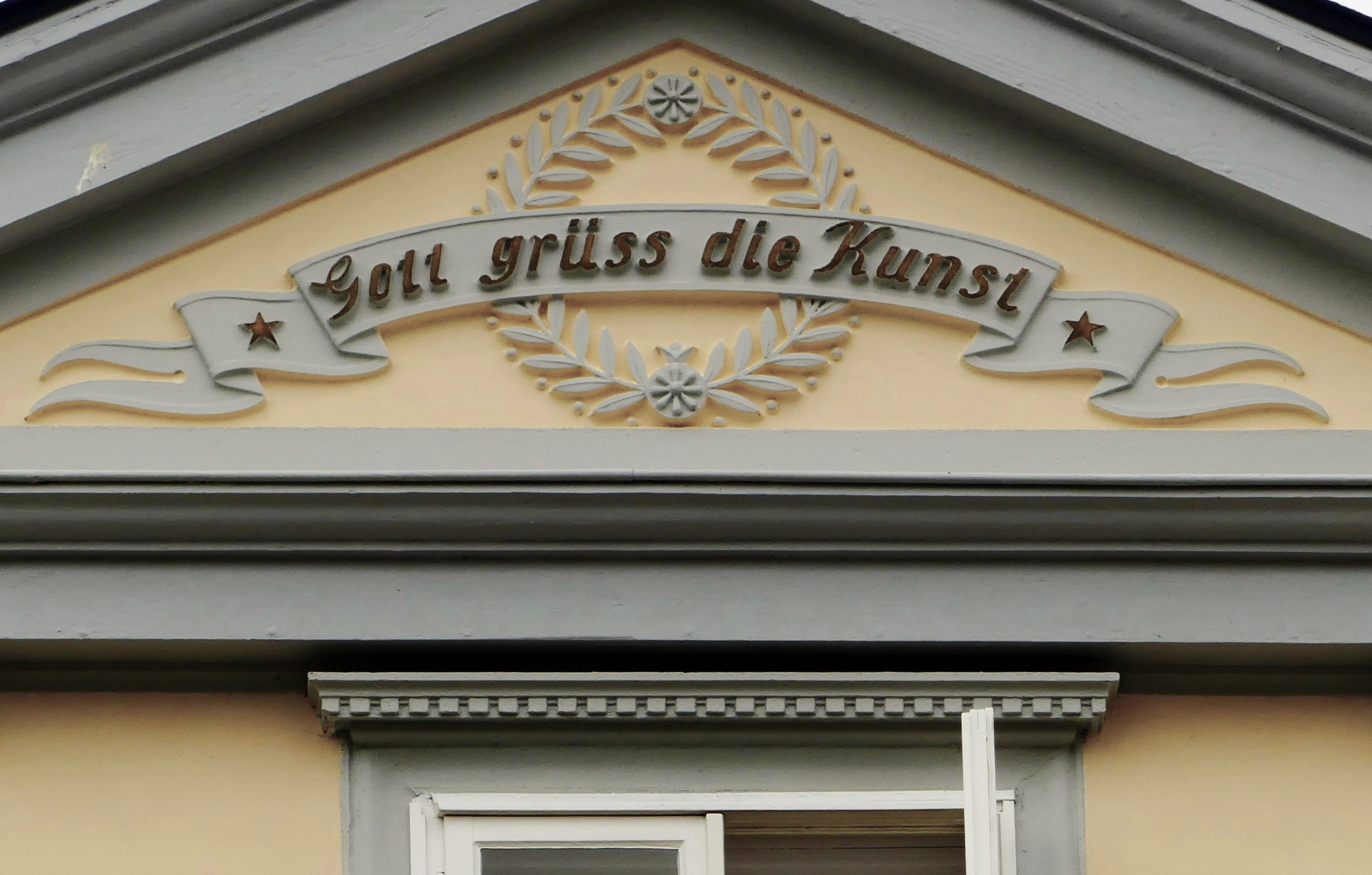
Druckergruß in Bad Gandersheim in Südniedersachsen

Erstmals gedruckt ist der einleitende Buchdruckergruß 1740 nachgewiesen. Im deutschsprachigen Raum sind am Giebel oder über Hauseingängen an vielen früheren Druckerei- und Verlagsgebäuden aus dem 19. und 20. Jahrhundert Inschriften mit dem Druckergruß zu sehen.